# Michael Misick
Michael Eugene Misick (Caicos do Norte,  2 de fevereiro de 1966) foi o ministro-chefe das Turcas e Caicos entre 15 de agosto de 2003 e 9 de agosto de 2006, e o atual primeiro-ministro desde 9 de agosto de 2006.
Misick é membro do conservador "Progressive National Party" (PNP - Partido Nacional Progressista), e tornou-se ministro-chefe, depois de oito anos como partido da oposição, quando ganhou dois lugares parlamentares em eleições complementares. Em acumulação com o cargo de Primeiro-Ministro, ele também é Ministro para a Aviação Civil, Comércio e Desenvolvimento, Planeamento, Administração Distrital, Comissão de Transmissões, Acolhimento de Turistas, Agência de Investimentos das Turcas e Caicos, e Turismo.
Vários membros da família de Misick têm sido políticos nas Turcas e Caicos, e importantes líderes do PNP. Washington Misick, o seu irmão, era o ministro-chefe anterior.

## Início de Vida
Nascido em  Bottle Creek (Caicos do Norte), Misick é o filho mais novo do senhor Charles Misick e sua esposa.  Ele recebeu a sua formação básica nas Caicos do Norte, e depois avançou para o liceu das Turcas e Caicos ("Helena Jones Robinson High School"), para a "Miami Lakes Technical Institute" (onde se licenciou com um certificado em estudos de negócios),e finalmente para a Universidade de Buckingham (Bacharel em Direito). Misick é advogado no direito Inglês e Galês e Procurador na Lei das Turcas e Caicos. Ele é membro da "Honourable Society of Lincoln’s Inn".
Misick passou vários anos no sector privado, tendo sido Gerente de Vendas da "Prestigious Properties Ltd." de 1984 a 1986 e Diretor de Vendas de 1986 a 1988. De 1988 a 1991 foi Presidente e Diretor Executivo do Grupo de Companhias Paramount, uma companhia de serviços financeiros e de gestão de propriedades.
Misick recebeu um Doutoramento Honorário pela Universidade de Buckingham.
No dia 11 de junho de 2006 foi nomeado Membro Honorário do "100 BLACK MEN".
Ele tornou-se noivo da atriz LisaRaye McCoy em Julho de 2005. Originalmente planeou casar-se em Dezembro de 2005, mas o casamento foi adiado. Casaram no dia 8 de abril de 2006.
Misick é bem conhecido como um eterno viajante, um amante dos desportos e homem de comunidade paternalista.

## Carreira Política
Misick foi o primeiro político eleito para o Concelho Legislativo, em 1991, quando se tornou Ministro do Turismo, Transportes e Comunicações. Foi reeleito em 1995.
Em Março de 2002 foi eleito líder do PNP, então na oposição.
Nas Eleições Gerais de abril de 2003 o partido de Misick ganhou 6 dos possíveis 13 assentos da legislatura. Uma petição bem sucedida e a vitória das eleições complementares traduziu-se em dois lugares parlamentares e levou Misick a fazer juramento como ministro-chefe das Turcas e Caicos Em 16 de agosto de 2003.
Em 7 de janeiro de 2007 convocou eleições gerais, que se realizaram no dia 9 de fevereiro de 2007. Ganhou 13 dos 15 assentos parlamentares, num dos mais desequilibrados resultados eleitorais nas Turcas e Caicos. Misick trouxe à campanha do PDM ódio e "nonsense". O slogan oficial do PNP é "From the womb to the tomb, Im taking you to the promise land" ("Do útero à tumba, vou levá-lo à terra prometida").